# سنت مری این د مارش
سنت مری این د مارش (به انگلیسی: St Mary in the Marsh) یک روستا و محله مدنی در بریتانیا است که در Folkestone and Hythe واقع شده‌است. سنت مری این د مارش ۲٬۸۱۹ نفر جمعیت دارد.